# Soderup (Høje-Taastrup Kommune)
 For alternative betydninger, se Soderup. (Se også artikler, som begynder med Soderup)
Soderup er en landsby i Høje-Taastrup kommune. Soderup ligger 2 km nord for Fløng og 1 km vest for Vadsby. Soderup er den yngste af landsbyerne i Fløng Sogn.
Fra Soderup er der gang- og cykelsti til Fløng Skole.

## Historie
Navnet Sode kommer af mandsnavnet Sote eller Soti og rup er afledt af torp, som betyder "udflytterbebyggelse". Soderup betyder således "Sotis udflytterbebyggelse". Det vides ikke, hvem Sote/Soti var.
Navnet bliver nævnt første gang i skriftlige kilder i 1257 som Sothæthorp.
På grund af navnet formodes det, at Soderup er opstået i slutningen af vikingetiden, men der er fundet beviser for, at der også har boet mennesker i Soderup i bondestenalderen.
I Christian Vs Matrikel fra 1688 var der 8 gårde i Soderup. De lå i en ring omkring forten, hvor landsbyens seks huse lå. Soderup udskiftedes først i år 1800, som en såkaldt stjerneudskiftning, hvor alle landsbyens gårde blev liggende i byen, mens husmændene fik tildelt små lodder nordøst for Soderup.
Omkring 1830 bestod landsbyen endnu af 8 uudflyttede gårde, mens antallet af huse var steget til 14, alle med jord. De mange uudflyttede gårde gør, at Soderup fremstår som en "rigtig" landsby, et særsyn i området. Der drives stadig landbrug fra fem af gårdene.

## Modelflyvepladsen
Nord for Soderup er der en modelflyveplads, hvor Høje-Taastrup Modelflyveklub flyver med modelfly. Modelflyvepladsen blev etableret i 1975.

## Soderup Maglemose
Soderup Maglemose blev fredet i 2003. Mosen er en del af Vestegnens Moser. Hovedparten af Maglemosen er i dag "rigkær", en mosetype, der er betinget af kalkholdig jordbund. Omkring halvdelen af området udgøres af rørsump med større eller mindre søer og spredt vækst af især pil og birk. I de lidt højereliggende dele er der nåletræer, krat, lunde og hegn. I de åbne arealer er der afgræsning, græsudlæg, brak eller udyrkede områder. I engområdet sydøst for den store sø er der bl.a. registreret Butblomstret Siv, Eng-Skjaller, Kødfarvet Gøgeurt, Trenervet Snerre og Krybende Baldrian.

## Sønnen fra Vingården
I den danske film Sønnen fra Vingården fra 1975 er der en scene med Ib Mossin, som er optaget i Soderup. Ib Mossin kører ud fra en parkeringsplads ved en kirken og så ses han lige bagefter inde i Soderup by. Han køre ind på Vadsbyvej og har Soderupvej bag sig. Han fortsætter igennem Soderup by på Vadsbyvej og passerer sidevejen Enghaven på venstre side.

## Eksterne henvisning
https://hojetaastrup.dk/historie/soderup.html
https://htm-rc.dk/
https://www.fredninger.dk/fredning/soderup-maglemose/